# Europacup I 1977/78
De 23ste editie van de Europacup I werd gewonnen door titelverdediger Liverpool FC in de finale tegen het Belgische Club Brugge KV. De finale eindigde op 1-0 en dat zou bij de volgende 5 edities ook de eindstand zijn, 4 keer zou nog een Engelse club aan het langste eind trekken.

## Eerste ronde
| Team #1            | Tot.             | Team #2                  | 1ste wed | 2de wed      |
| ------------------ | ---------------- | ------------------------ | -------- | ------------ |
| Celtic FC          | 11 - 1           | Jeunesse d'Esch          | 5 - 0    | 6 - 1        |
| FC Basel           | 2 - 3            | SSW Innsbruck            | 1 - 3    | 1 - 0        |
| Rode Ster Belgrado | 6 - 0            | Sligo Rovers             | 3 - 0    | 3 - 0        |
| Vasas SC           | 1 - 4            | Borussia Mönchengladbach | 0 - 3    | 1 - 1        |
| SL Benfica         | 0 - 0 (4-1 n.p.) | Torpedo Moskou           | 0 - 0    | 0 - 0 (n.v.) |
| Trabzonspor        | 1 - 2            | B1903 Kopenhagen         | 1 - 0    | 0 - 2        |
| Liverpool FC       | Bye              |                          | -        | -            |
| Dynamo Dresden     | 3 - 2            | Halmstads BK             | 2 - 0    | 1 - 2        |
| Levski-Spartak     | 5 - 2            | Slask Wroclaw            | 3 - 0    | 2 - 2        |
| Lillestrøm SK      | 2 - 4            | Ajax Amsterdam           | 2 - 0    | 0 - 4        |
| Valur Reykjavík    | 1 - 2            | Glentoran FC             | 1 - 0    | 0 - 2        |
| Omonia Nicosia     | 0 - 5            | Juventus                 | 0 - 3    | 0 - 2        |
| KuPS               | 2 - 9            | Club Brugge KV           | 0 - 4    | 2 - 5        |
| Floriana FC        | 1 - 5            | Panathinaikos Athene     | 1 - 1    | 0 - 4        |
| ASVS Dukla Praag   | 1 - 1 (uitgoals) | FC Nantes Atlantique     | 0 - 0    | 1 - 1        |
| Dinamo Boekarest   | 2 - 3            | Atlético de Madrid       | 2 - 1    | 0 - 2        |

## Tweede ronde
| Team #1              | Tot.  | Team #2                  | 1ste wed | 2de wed |
| -------------------- | ----- | ------------------------ | -------- | ------- |
| Celtic FC            | 2 - 4 | SSW Innsbruck            | 2 - 1    | 0 - 3   |
| Rode Ster Belgrado   | 1 - 8 | Borussia Mönchengladbach | 0 - 3    | 1 - 5   |
| SL Benfica           | 2 - 0 | B 1903                   | 1 - 0    | 1 - 0   |
| Liverpool FC         | 6 - 3 | Dynamo Dresden           | 5 - 1    | 1 - 2   |
| Levski-Spartak       | 2 - 4 | Ajax Amsterdam           | 1 - 2    | 1 - 2   |
| Glentoran FC         | 0 - 6 | Juventus                 | 0 - 1    | 0 - 5   |
| Club Brugge KV       | 2 - 1 | Panathinaikos Athene     | 2 - 0    | 0 - 1   |
| FC Nantes Atlantique | 2 - 3 | Atlético de Madrid       | 1 - 1    | 1 - 2   |

## Kwartfinale
| Team #1        | Tot.             | Team #2                  | 1ste wed | 2de wed      |
| -------------- | ---------------- | ------------------------ | -------- | ------------ |
| SSW Innsbruck  | 3 - 3 (uitgoals) | Borussia Mönchengladbach | 3 - 1    | 0 - 2        |
| SL Benfica     | 2 - 6            | Liverpool FC             | 1 - 2    | 1 - 4        |
| Ajax Amsterdam | 2 - 2 (0-3 n.p.) | Juventus                 | 1 - 1    | 1 - 1 (n.v.) |
| Club Brugge KV | 4 - 3            | Atlético de Madrid       | 2 - 0    | 2 - 3        |

## Halve finale
| Team #1                  | Tot.  | Team #2        | 1ste wed | 2de wed      |
| ------------------------ | ----- | -------------- | -------- | ------------ |
| Borussia Mönchengladbach | 2 - 4 | Liverpool FC   | 2 - 1    | 0 - 3        |
| Juventus                 | 1 - 2 | Club Brugge KV | 1 - 0    | 0 - 2 (n.v.) |

## Finale
| Team #1      | Res.  | Team #2        |
| ------------ | ----- | -------------- |
| Liverpool FC | 1 - 0 | Club Brugge KV |

## Kampioen
| Europacup I – Seizoen 1977/78 |
| ----------------------------- |
| Liverpool 2de titel           |